# Calymperes beccarii
Calymperes beccarii är en bladmossart som beskrevs av Georg Ernst Ludwig Hampe 1872. Calymperes beccarii ingår i släktet Calymperes och familjen Calymperaceae. Inga underarter finns listade i Catalogue of Life.